# Срачак
45°34′ пн. ш. 15°18′ сх. д. / 45.56° пн. ш. 15.30° сх. д.
Срачак (хорв. Sračak) — населений пункт у Хорватії, в Карловацькій жупанії у складі громади Жаканє.

## Населення
Населення за даними перепису 2011 року становило 38 осіб.
Динаміка чисельності населення поселення: